# Liste der Kulturdenkmäler in Meudt
In der Liste der Kulturdenkmäler in Meudt sind alle Kulturdenkmäler der rheinland-pfälzischen Ortsgemeinde Meudt einschließlich der Ortsteile Dahlen und Ehringhausen aufgeführt. Im Ortsteil Eisen sind keine Kulturdenkmäler ausgewiesen. Grundlage ist die Denkmalliste des Landes Rheinland-Pfalz (Stand: 21. Dezember 2021).

## Denkmalzonen
| Bezeichnung                    | Lage                   | Baujahr                            | Beschreibung | Bild                           |
| ------------------------------ | ---------------------- | ---------------------------------- | --- | ------------------------------ |
| Denkmalzone Jüdischer Friedhof | Meudt, Laufgarten Lage | zweite Hälfte des 18. Jahrhunderts | angelegt in der zweiten Hälfte des 18. Jahrhunderts, von neuerer Bruchsteinmauer eingefasst, 61 Grabsteine, ältester Grabstein von 1768; siehe auch: Synagoge (Meudt) | weitere Bilder Fotos hochladen |

## Einzeldenkmäler
| Bezeichnung                                | Lage                                                    | Baujahr                            | Beschreibung | Bild                           |
| ------------------------------------------ | ------------------------------------------------------- | ---------------------------------- | --- | ------------------------------ |
| Wohnhaus                                   | Meudt, Bergstraße 2 Lage                                | 17. oder 18. Jahrhundert           | verputztes Fachwerkhaus, wohl aus dem 17. oder 18. Jahrhundert, Spindeltreppe | Fotos hochladen                |
| Spritzenhaus                               | Meudt, Gangolfusstraße Lage                             | Anfang des 19. Jahrhunderts        | eingeschossiger Bruchsteinbau, wohl vom Anfang des 19. Jahrhunderts | Fotos hochladen                |
| Wohnhaus                                   | Meudt, Gangolfusstraße 3 Lage                           | um 1800                            | verputztes Fachwerkhaus einer Hofanlage, teilweise massiv, wohl vom Ende des 18. oder Anfang des 19. Jahrhunderts                                                                        | weitere Bilder Fotos hochladen |
| Katholische Kirche St. Petri Thronerhebung | Meudt, Kirchstraße 1 Lage                               | 1910/11                            | Kreuzbasilika, 1910/11, romanischer Turm | weitere Bilder Fotos hochladen |
| Pfarrhaus                                  | Meudt, Kirchstraße 3 Lage                               |                                    | Fachwerkbau, teilweise massiv, verputzt und verkleidet, Mansardwalmdachbau | weitere Bilder Fotos hochladen |
| Wohnhaus                                   | Meudt, Kirchstraße 16 Lage                              | 17. oder 18. Jahrhundert           | Fachwerkhaus, teilweise massiv, verkleidet, wohl aus dem 17. oder 18. Jahrhundert | weitere Bilder Fotos hochladen |
| Rathaus                                    | Meudt, Kirchstraße, Ecke Gangolfusstraße 2 Lage         | 1596                               | stattlicher Fachwerkbau, teilweise massiv, bezeichnet 1596 | weitere Bilder Fotos hochladen |
| Bodenermühle                               | Meudt, südwestlich des Ortes am Ortsrand von Boden Lage | zweite Hälfte des 18. Jahrhunderts | Fachwerkhaus, teilweise massiv, wohl aus der zweiten Hälfte des 18. Jahrhunderts | Fotos hochladen                |
| Hofgut Langwiesen                          | Meudt, südwestlich des Ortes Lage                       | 1608                               | ehemaliges Wasserschlösschen; Fachwerkbau, teilweise massiv, mit vier Ecktürmen, verputzt und verschiefert, Treppenturm, bezeichnet 1608, Wirtschaftsgebäude, Mitte des 18. Jahrhunderts | weitere Bilder Fotos hochladen |
| Hofanlage                                  | Dahlen, Hunsrückstraße 4 Lage                           | 18. und 19. Jahrhundert            | Fachwerk-Streckhof oder ehemaliges Quereinhaus mit Niederlass, 18. und 19. Jahrhundert                                                                                                   | weitere Bilder Fotos hochladen |
| Wohnhaus                                   | Dahlen, Rhönstraße 4 Lage                               | 16. Jahrhundert                    | Fachwerkhaus, eventuell noch aus dem 16. Jahrhundert | Fotos hochladen                |
| Hofanlage                                  | Dahlen, Spessartstraße 2 Lage                           | erste Hälfte des 18. Jahrhunderts  | Parallelhof; Fachwerkhaus, wohl aus der ersten Hälfte des 18. Jahrhunderts, um 1900 erweitert, Fachwerkscheune 18. Jahrhundert                                                           | weitere Bilder Fotos hochladen |
| Wohnhaus                                   | Dahlen, Taunusstraße 1 Lage                             | 17. oder 18. Jahrhundert           | Wohnhaus einer Hofanlage, Niederlass, verputzt und verkleidet, teilweise Fachwerk, wohl aus dem 17. oder 18. Jahrhundert                                                                 | Fotos hochladen                |
| Katholische Filialkirche                   | Dahlen, Taunusstraße 4a Lage                            | 1913                               | neuromanischer Bruchsteinsaal, bezeichnet 1913 | weitere Bilder Fotos hochladen |
| Schulhaus                                  | Dahlen, Westerwaldstraße 7 Lage                         | 1900                               | ehemalige Schule; Bruchsteinbau, bezeichnet 1900 | Fotos hochladen                |
| Wohnhaus                                   | Dahlen, Westerwaldstraße 17 Lage                        | 17. oder 18. Jahrhundert           | verputztes Fachwerkhaus mit Niederlass, teilweise massiv, wohl aus dem 17. oder 18. Jahrhundert                                                                                          | Fotos hochladen                |
| Fachwerkhaus                               | Ehringhausen, Forststraße 8 Lage                        | erste Hälfte des 18. Jahrhunderts  | Fachwerkhaus, teilweise massiv, erste Hälfte des 18. Jahrhunderts | Fotos hochladen                |